# 奈良県道123号大和小泉停車場松尾寺線
奈良県道123号大和小泉停車場松尾寺線（ならけんどう123ごう やまとこいずみていしゃじょうまつおでらせん）は、奈良県大和郡山市を通る一般県道である。

## 概要
大和郡山市小泉町から大和郡山市山田町に至る。
JR西日本関西本線 大和小泉駅西口から北西へ向かい、松尾寺、松尾山に至る。

### 路線データ
- 起点：大和郡山市小泉町（JR西日本関西本線 大和小泉駅西口）
- 終点：大和郡山市山田町（松尾山付近）

## 路線状況

### 道路施設

#### 橋梁
- 小泉橋（富雄川、大和郡山市）

### バス路線
- 奈良交通
  - 近鉄郡山駅⇔奈良学園（休校日は1往復のみ）
  - 小泉駅東口⇔奈良学園（奈良学園開校日運行）
  - 小泉駅（西口）⇔法隆寺駅（1日1往復）
  - 松尾寺口⇔松尾寺（年末年始臨時運行）

## 地理

### 通過する自治体
- 奈良県
  - 大和郡山市

### 交差する道路
| 交差する道路                          | 交差する場所 | 交差する場所       |
| ------------------------------------- | ------------ | ------------------ |
| 奈良県道9号奈良大和郡山斑鳩線 / 旧道  | 小泉町       | 小泉橋東詰交差点   |
| 奈良県道274号明日香大和郡山自転車道線 | 小泉町       |                    |
| 奈良県道9号奈良大和郡山斑鳩線         | 小泉町       | 小泉町桐之内交差点 |
| 大和郡山市道外環状線                  | 小泉町       | 山田町交差点       |

### 交差する河川
- 富雄川
- 芦川

### 沿線
- JR西日本関西本線 大和小泉駅
- 大和郡山市立矢田南幼稚園
- 大和郡山市立矢田南小学校
- 奈良学園中学校・高等学校
- 松尾寺 - 松尾神社
- 松尾山